# Route nationale 3 (Tunisie)
Pour les articles homonymes, voir Route nationale 3.
La route nationale 3 ou RN3 est un axe routier de Tunisie qui relie la capitale Tunis (au nord-est) à la frontière algéro-tunisienne (au sud-ouest) en passant par Hazoua (gouvernorat de Tozeur).
La RN3 était appelée GP3 avant le changement de la normalisation de la numérotation des routes en Tunisie en 2000.

## Villes traversées
- Tunis
- Fouchana
- Mohamedia
- Djebel Oust
- Bir Mcherga
- El Fahs
- Sbikha
- El Baten
- Chebika
- El Haouareb
- Hajeb El Ayoun
- Jilma
- Bir El Hafey
- Sidi Ali Ben Aoun
- Gafsa
- Métlaoui
- El Hamma du Jérid
- Tozeur
- Nefta
- Hazoua